# Canadian National Tower
Canadian National Tower, skrećeno CN Tower ili CNT je toranj u Torontu visok 553,33 metara. Najvažnija je turistička atrakcija u Torontu i privlači više od dva milijuna međunarodnih posjetitelja svake godine. Dala ga je izgraditi Kanadska nacionalna željeznička tvrtka. Posjetitelji mogu vidjeti Toronto iz tornja na dvije razine: na nadmorskoj visini od 330 metara i na visini od 447 metara. Kada je sagrađen bio je najviša zgrada na svijetu i najviši toranj na svijetu. To više nije nakon gradnje Burj Khalife, tornja Canton i Tokyo Skytree-a. Još uvijek je najviša zgrada na zapadnoj hemisferi i jedan od najpoznatijih simbola Kanade.
Kanadska nacionalna želejznička tvrtka došla je na ideju 1968. godine, da se izgradi veliki televizijski i radio toranj za šire područje Toronta. 
Toranj je dio centra Metro, najvećeg razvojnog projekta u Torontu. Željelo se izdići toranj 300 metara iznad najviših zgrada u gradu, jer je CN toranj sagrađen u samom središtu grada, gdje su bile najviše zgrade. Toliko je visok, da se može vidjeti s udaljenosti od 30 kilometara. 
Izgradnja je počela kopanjem temelja 6. veljače 1973. godine. Oko 56 000 tona materijala uklonjeno je do dubine od 15 metara. Za temelj se koristio 7000 tona betona i 450 tona armature. Na cijelom projektu radilo je 1537 ljudi, koji su koristili 40 500 kubičnih metara betona. Vrh antene podignut je uz pomoć helikoptera. Cijena izgradnje iznosila je tadašnjih 75 milijuna dolara, (dnas 350 milijuna dolara). Toranj je otvoren 26. lipnja 1976., prije nego što se planiralo. Do sredine devedesetih godina postao je jedna od glavnih turističkih atrakcija u gradu. 

## Zanimljivosti
- CNT je 13 metara viši od tornja Ostankino u Moskvi i gotovo dvostruko viši od Eiffelovog tornja.
- Jedan čovjek umro je tijekom izgradnje tornja.
- Ako vjetar puše brzinom od 200 km/h, vrh tornja njiše se za 1,05 metra.
- Iz restorana na vrhu tornja sa staklenim podovima, može se vidjeti cijeli grad.

## Vanjske poveznice
- (engl.) Službene stranice

Ostali projekti
|  | Zajednički poslužitelj ima još gradiva o temi Canadian National Tower |